# Ancylolomia tentaculella
Espèce
Ancylolomia tentaculella, le Crambus tentaculé, est une espèce d'insectes lépidoptères (papillons) de la famille des Crambidae.

## Description

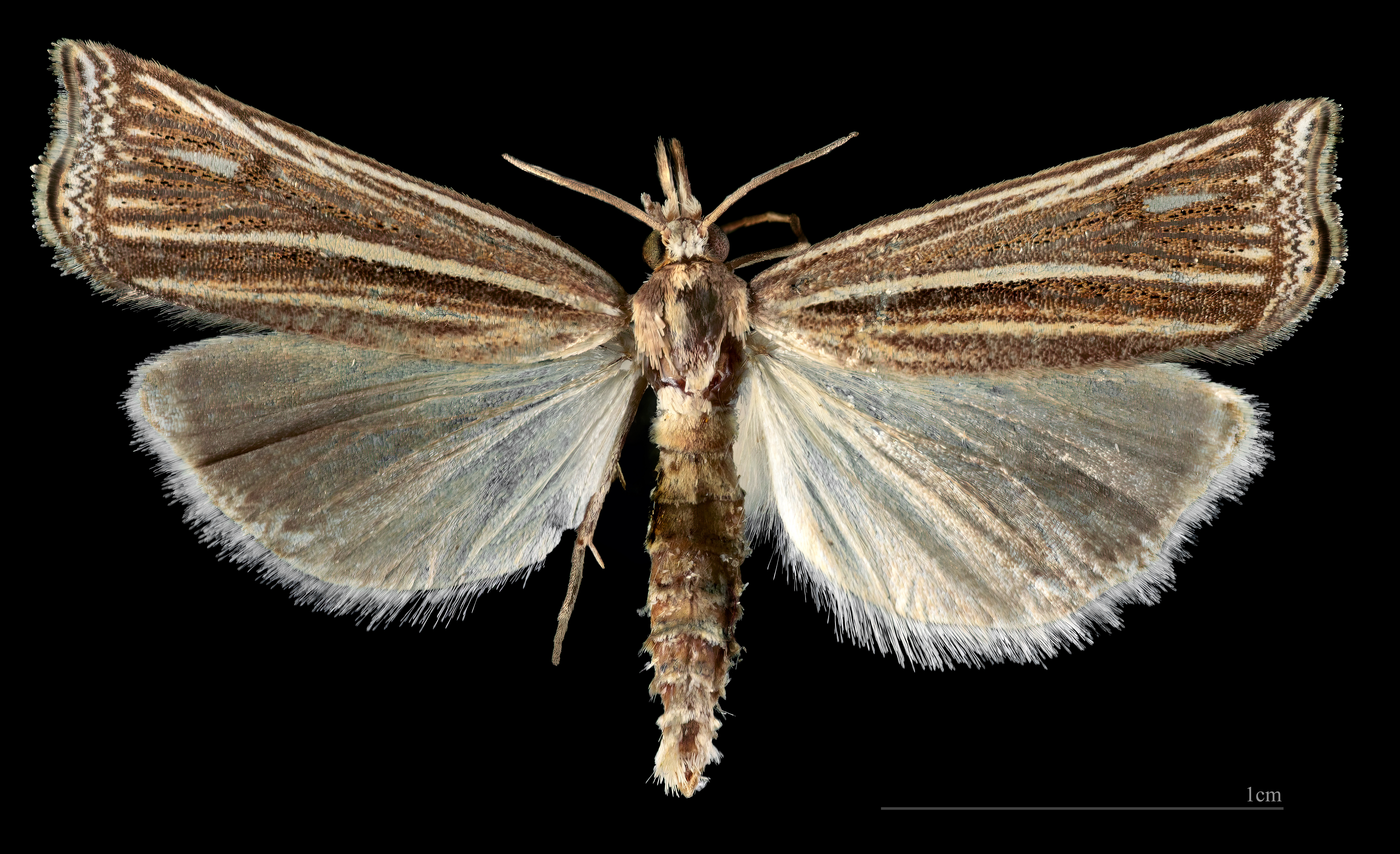
♂  MHNT
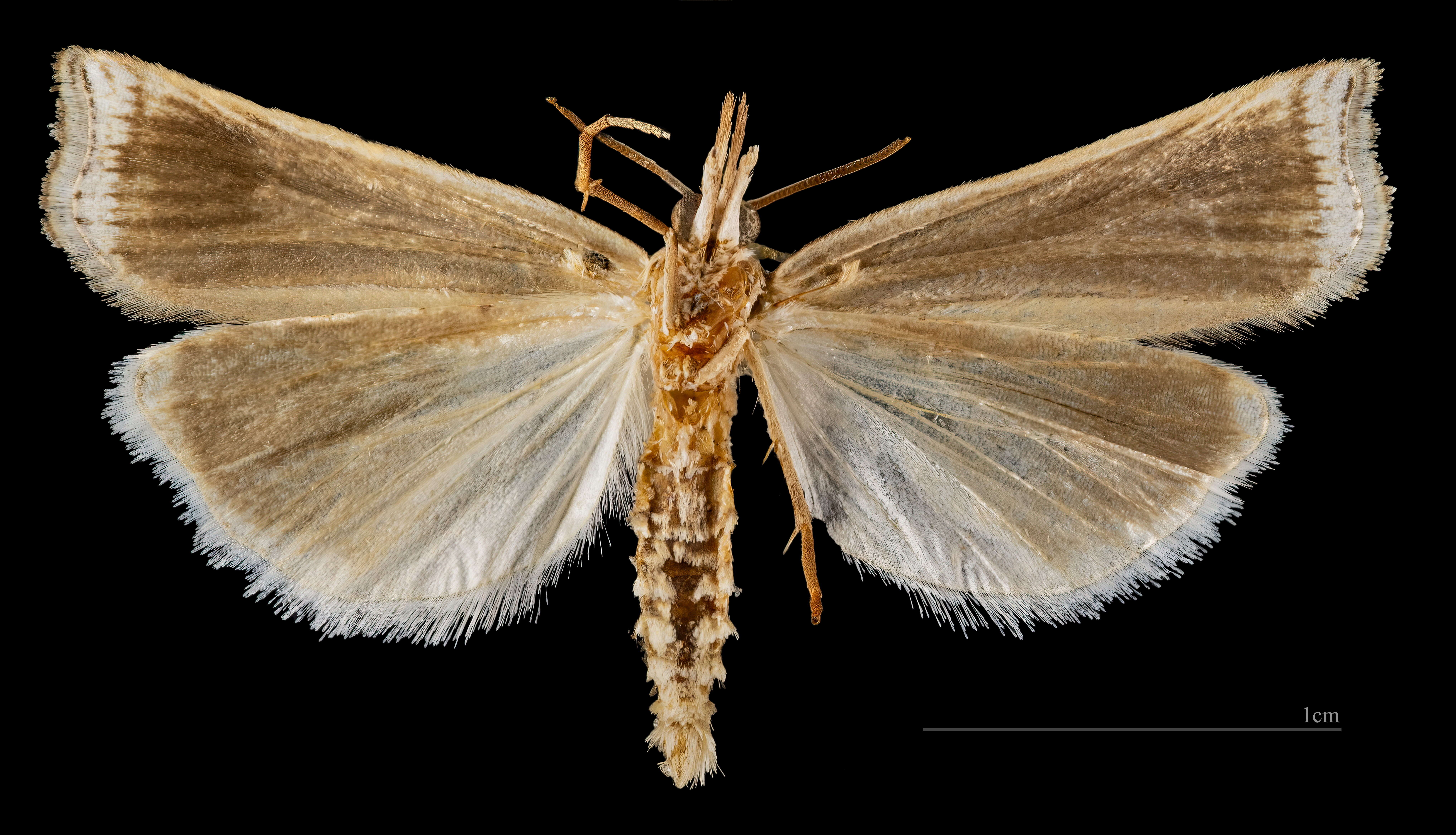
♂ △

## Liste des sous-espèces
Selon Catalogue of Life (19 septembre 2015) :
- Ancylolomia tentaculella inclarata Agenjo, 1963
- Ancylolomia tentaculella peredai Agenjo, 1963